# 單角鼻魚
單角鼻魚（学名：Naso unicornis），又稱長吻鼻魚，俗名剝皮仔、打鐵婆、獨角倒吊，為輻鰭魚綱鱸形目刺尾魚亞目刺尾魚科鼻鱼属的鱼类。首次被芬蘭探險家、東方學家、博物學家、卡爾·林奈的使徒彼得·福斯科尔正式描述為Chaetodon unicornis，其模式產地為吉達。1801年，法國動物學家貝爾納·熱爾曼·德·拉塞佩德描述了一種新種Naso fronticornis，作為Chaetodon unicornis的替代名稱，1917年大衛·斯塔爾·喬丹將其指定為Naso屬的模式種，Naso屬最初由拉塞佩德提出作為一個屬。

## 分布
單角鼻魚分布於印度太平洋海域，包括東非、紅海、模里西斯、塞席爾、馬爾地夫、留尼旺、馬達加斯加、斯里蘭卡、安達曼群島、日本以及台灣岛、西沙群岛、中沙群岛、舟山群岛等中國沿海、菲律賓、印尼、新幾內亞、新喀里多尼亞、澳洲、新幾內亞、馬里亞納群島、馬紹爾群島、密克羅尼西亞、帛琉、索羅門群島、斐濟群島、萬那杜、夏威夷群島、法屬玻里尼西亞、諾魯、吉里巴斯、吐瓦魯等海域。

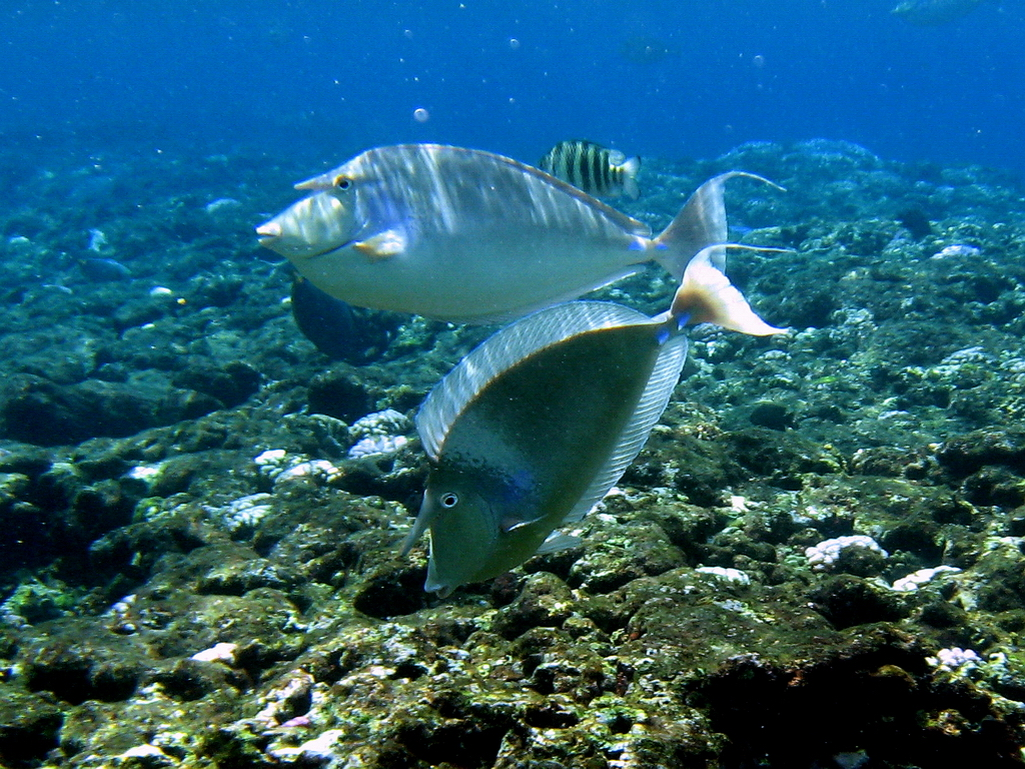
一對單角鼻魚在台灣綠島的淺水珊瑚礁活動。

## 深度
水深0至90公尺。

## 特徵
本魚體呈橢圓形而側扁；成魚頭頂有角狀突起，其長度與吻長略同，吻背朝後上方傾斜，直到角突處為止。體色為藍灰色，腹側則為黃褐色，尾柄上的骨質板為青黑色。雄魚除角突外，尾鰭截形，上下葉延長成絲狀，上葉較長，背鰭與臀鰭有數條暗色縱線，具藍色邊緣，背鰭硬棘6枚、背鰭軟條27至30枚、臀鰭硬棘2枚、臀鰭軟條27至30枚，體長可達70公分，體重可達2.3公斤。

## 生態
本魚多半出現在礁溝，礁坡或有湧浪處，單獨或者成小群或與其他種類的魚成群活動，交配時成對出現，屬雜食性，幼魚以藻類為食，成魚則以浮游生物為食。

## 經濟利用
大魚可為觀賞用。亦可食用，此魚不新鮮時，腥味極重，故一捕獲，即需去除內臟，尾柄有硬棘，須注意。多煮湯，尤其煮味噌湯，味美。

## 扩展阅读
維基物種上的相關：單角鼻魚